# La Boule de cristal (film, 1913)
 (juillet 2025).
Pour les articles homonymes, voir La Boule de cristal.
Pour plus de détails, voir Fiche technique et Distribution.
La Boule de cristal (titre original : La palla di cristallo) est un film muet italien réalisé par Roberto Roberti, sorti en 1913.

## Synopsis
Une jeune femme sans le sou décide de devenir une diseuse de bonne aventure et tente par ce moyen de séduire un jeune homme.

## Fiche technique
- Titre : La Boule de cristal
- Titre original : La palla di cristallo
- Réalisation : Roberto Roberti
- Société de production : Aquila Films
- Pays de production :  Royaume d'Italie
- Langue : Italien
- Format : Noir et blanc — 35 mm — 1,33:1 — Son : Muet
- Dates de sortie : 
  - Italie : 1913
  - France : 4 avril 1913
  - États-Unis : avril 1914

## Distribution
- Antonietta Calderari
- Roberto Roberti